# Baskija
Báskija (baskovsko Euskal Herria, špansko País Vasco, francosko Pays basque) je avtonomna skupnost v okviru Kraljevine Španije. Njeno uradno ime je Baskovska avtonomna skupnost (baskovsko Euskal Autonomia Erkidegoa, špansko Comunidad Autónoma Vasca oziroma Comunidad Autónoma del País Vasco). Meri 7234 km² in ima okoli 2,1 milijona prebivalcev. Njena prestolnica je Vitoria / Gasteiz (obenem središče pokrajine Álava / Araba), največje mesto pa Bilbao. Uradni jeziki so baskovščina, španščina in francoščina.
Baskija kot zgodovinska dežela leži v zahodnih Pirenejih, delno preko meje med Francijo in Španijo na obali Biskajskega zaliva. Euskal Herria je najstarejše dokumentirano baskovsko ime (iz 16. stoletja) za območje, ki ga naseljujejo.
Baskovska dežela v širšem smislu obsega avtonomni skupnosti Baskija in Navara v Španiji ter Severno Baskijo v Franciji. V regiji živijo Baski (baskovsko Euskaldunak), njihov jezik je baskovščina (Euskara), imajo svojo kulturo in tradicije. Območje ni niti jezikovno, niti kulturno homogeno, na nekaterih območjih le-te se večina ljudi ne opredeljuje za Baske, kot na primer na jugu Navare.

## Etimologija
Ime v baskovščini je Euskal Herria. Ime je težko natančno prevesti v druge jezike zaradi širokega pomena baskovske besede herri. Lahko ga prevedemo kot 'narod', 'država', 'dežela'; 'ljudje', 'prebivalstvo' in 'mesto', 'naselje'. Prvi del, Euskal, je pridevniška oblika Euskare 'baskovski jezik'. Tako bi bil bolj dobeseden prevod 'država / narod / ljudje / naselje baskovskega jezika', kar je v večini drugih jezikov težko združiti v eno samo besedo.
Dva najzgodnejša sklica (v različnih črkopisnih preoblekah) sta v rokopisu Joan Perez de Lazarraga, ki je datiran okoli 1564–1567 kot eusquel erria in eusquel erriau in heuscal herrian ('v Baskiji') in Heuscal-Herrian v prevodu Biblije Joanesa Leizarrage objavljeno leta 1571.

## Ozemlje
Izraz Baskija se nanaša na zbirko pokrajin, v katerih živijo Baski, v baskovščini znane kot Euskal Herria, prvič pa se izpričuje da vključuje sedem tradicionalnih ozemelj v Axularjevem literarnem delu Gero (nadalje predlaga, da se govori v baskovščini 'marsikje drugje'), v začetku 17. stoletja. Nekateri Baski omenjajo sedem tradicionalnih okrožij skupaj kot Zazpiak Bat, kar pomeni 'Sedem [so] eno', geslo, ki je nastalo konec 19. stoletja.

### Severna Baskija
Severna Baskija, ki je v baskovščini poznana kot Iparralde (dobesedno 'severni del'), je del Baskije, ki leži v celoti znotraj Francije, zlasti kot del francoskega departmaja Pyrénées-Atlantiques, in je kot tak tudi običajno znan kot francoska Baskija (Pays basque français v francoščini). V večini sodobnih virov zajema okrožje Bayonne in kantona Mauléon-Licharre in Tardets-Sorholus, vendar se viri ne strinjajo s statusom vasi Esquiule. V okviru teh konvencij je območje severne Baskije (vključno z 29 kvadratnimi kilometri Esquiule) veliko 2995 kvadratnih kilometrov.
Francoska Baskija je tradicionalno razdeljena na tri province:
- Labourd, zgodovinska prestolnica Ustaritz, glavno naselje danes Bayonne
- Spodnja Navara, zgodovinski prestolnici Saint-Jean-Pied-de-Port in Saint-Palais, glavno naselje danes Saint-Jean-Pied-de-Port
- Soule, zgodovinsko glavno mesto Mauléon (tudi trenutno glavno naselje)

Vendar je zaradi te povzetke težko upravičiti vključitev nekaj občin v spodnjo regijo Adour. Kot je poudaril Jean Goyhenetche, bi ga bilo natančneje prikazati kot združitev petih entitet: Labourd, Spodnja Navara, Soule, pa tudi Bayonne in Gramont.

### Južna Baskija
Južna Baskija, v baskovščini znana kot Hegoalde (dobesedno 'južni del'), je del Baskije, ki leži v celoti znotraj Španije in je kot taka pogosto znana tudi kot Španska Baskija (špansko País Vasco español). Je največji in najbolj naseljen del Baskije. Vključuje dve glavni regiji: Baskovska avtonomna skupnost (Vitoria-Gasteiz kot glavno mesto) in statutarna skupnost Navara (glavno mesto Pamplona).
Baskovska avtonomna skupnost (7234 km²)  je sestavljena iz treh provinc, posebej imenovanih 'zgodovinska ozemlja':
- Álava /Araba (glavno mesto: Vitoria-Gasteiz)
- Biskaja (glavno mesto: Bilbao)
- Gipuzkoa (glavno mesto: Donostija-San Sebastián)

Statutarna skupnost Navare (10.391 km²) je avtonomna skupnost, ki obsega le eno špansko provinco. Njeno ime se nanaša na listine, Fuero General de Navarra. Španska ustava iz leta 1978 določa, da lahko Navara postane del avtonomne skupnosti Baskije, če tako odločijo njeni prebivalci in institucije (Disposicion transitoria cuarta ali 'četrta prehodna določba'). Do danes tega zakona še niso izvajali. Kljub zahtevam po referendumu manjšinskih levih sil in baskovskih nacionalistov v Navari so mu nasprotovale glavne španske stranke in Navarska ljudska zveza; vladajoča stranka do leta 2015. Ta je že večkrat zaprosila za spremembo ustave, s katero bi odstranila to klavzulo.
Poleg teh sta dve enklavi, ki sta zunaj posamezne avtonomne skupnosti, pogosto navedeni kot del Baskovske avtonomne skupnosti in tudi Baskije (večja regija):
- Enklava Treviño (280 km²)[12], kastiljska enklava v Alavi
- Valle de Villaverde (20 km²), kantabrijska eksklava v Biskaji
- Navara ima tudi dva majhna upravna pasova v Aragoniji, organizirana kot Petilla de Aragón.

## Podnebje
V Baskiji prevladuje toplo, vlažno in mokro oceansko podnebje, obalno območje je del zelene Španije, s čimer vpliva tudi na Bayonne in Biarritz. Celinska območja Navare in južne regije avtonomne skupnosti so prehodna s kontinentalnim sredozemskim podnebjem z nekoliko večjimi nihanji temperatur med sezonami. Seznam navaja le lokacije v Španiji, vendar ima Bayonne / Biarritz zelo podobno podnebje kot bližnja Hondarribia na španski strani meje. Vrednosti ne veljajo za San Sebastián, saj je njegova vremenska postaja na višji nadmorski višini od mestnega jedra, kjer so temperature celo leto višje in podobne tistim v Bilbau in Hondarribiji.

## Zgodovina

### Antika
Po nekaterih teorijah so Baski morda najmanj asimilirani ostanek paleolitskih prebivalcev zahodne Evrope (zlasti tistih iz franko-kantabrijske regije, znane kot azilanske) do indoevropskih migracij. Baskovska plemena sta omenjala grški pisec Strabon in rimski pisec Plinij Starejši, vključno z Vaskoni, Akvitani in drugimi. Obstajajo številni dokazi, ki kažejo njihovo baskovsko narodnost v rimskih časih v obliki krajevnih imen, Cezarjevo sklicevanje na njihove običaje in fizično sestavo, tako imenovani akvitanski napisi, ki beležijo imena ljudi in bogov (približno 1. stoletje, glej Akvitanščina) itd.
Geografsko je Baskijo v rimskih časih naselilo več plemen: Vaskoni, Varduli, Caristi, Autrigoni, Beroni, Tarbelli in Sibulati. Nekatera starodavna krajevna imena, kot so Deba, Butrón, Nervión, Zegama, nakazujejo na prisotnost nebaških ljudstev na neki točki protozgodovine. Starodavna plemena so nazadnje navedena v 5. stoletju, nato pa se sled za njimi izgubi, pri čemer se še vedno vodijo le Vaskoni, medtem ko segajo daleč čez njihove nekdanje meje, npr. v sedanjih deželah Álava in najbolj opazno okoli Pirenejev in Novempopulanije.
Ozemlje Kantabrija je zajemalo verjetno današnjo Biskajo, Kantabrijo, Burgos in vsaj del Álave in La Rioje, torej zahodno od ozemlja Vaskona v zgodnjem srednjem veku, vendar etnična narava tega ljudstva, ki je pogosto v nasprotju z Vizigoti in ga končno premagajo, ni gotova. Vaskoni okoli Pamplone so po številnih bojih proti Frankom in Vizigotom ustanovili kraljestvo Pamplona (824), neločljivo povezano z njihovimi sorodniki Banu Qasi.
Vsa ostala plemena na Iberskem polotoku je bila do konca rimskega obdobja ali zgodnjega obdobja zgodnjega srednjega veka v veliki meri asimilirana z rimsko kulturo in jezikom, medtem ko so etnični Baski naselili tudi vzhodno v dežele Pirenejev (Pallars, Val d'Aran) od 8. do 11. stoletja.

### Srednji vek
V zgodnjem srednjem veku (do 9. stoletja) je bilo ozemlje med rekama Ebro in Garono znano pod imenom Vaskonija, zamegljeno etnično območje in država, ki se je borila za ubranitev frankovske fevdne oblasti s severa in pritisk iberskih Vizigotov in andaluških Cordovancev z juga.
Na prelomu tisočletja je zaradi umikajoče karolinške kraljeve oblasti in vzpostavitve fevdalizma Vaskonija (da bi postala Gaskonja) razdrobljena na nešteto okrajev in okrožij, npr. Fezensac, Bigorre, Astarac, Béarn, Tartas, Marsan, Soule, Labourd itd., iz nekdanjih plemenskih sistemov in manjših področij (okrožje Vasconia), medtem ko so od 9. stoletja naprej južno od Pirenejev poleg zgoraj omenjenega kraljestva Pamplona, so nastajale Gipuzkoa, Álava in Biskaja v sedanjih deželah južne Baskije.
Ta zahodna ozemlja so Navari obljubljala občasno zvestobo v zgodnjih fazah, vendar so bila Kraljevini Kastiliji priključena konec 12. stoletja, s čimer so Kraljevini Navaro odvzeli neposreden dostop do oceana. V poznem srednjem veku so prišle do izraza pomembne družine, ki so posejale celotno baskovsko ozemlje, pogosto so se med seboj prepirale zaradi moči in sprožile krvavo vojsko band, ki so jo ustavile le kraljeve intervencije in postopen prehod oblasti s podeželja na mesta do 16. stoletja. Medtem sta bili po stoletni vojni okolici Labourd in Soule pod angleško suverenostjo dokončno vključeni v Francijo, pri čemer je Bayonne do leta 1453 ostala zadnja trdnjava Plantagenetov.

### Sodobnost
V Navari so od leta 1512 do 1524 državljanske vojne med konfederacijama Agramont in Beaumont utrle pot španskemu osvajanju glavnine Navare. Neodvisno Navaro severno od Pirenejev je leta 1620 v veliki meri prevzela Francija, kljub dejstvu, da je kralj Henrik III. Navarski odredil trajno neodvisnost Navare od Francije (31. decembra 1596). V desetletjih po španski aneksiji je Baskija šla skozi večjo versko, ideološko in nacionalno homogenizacijo , spodbujajo nove nacionalne ideje, ki so jih v času renesanse zajemale naraščajoče španske in francoske absolutistične monarhije.
Od leta 1525 so navedbam o čarovništvu, ki izvirajo iz številnih pirenejskih dolin na zaledju spodnjenavarske fronte in nedavnega vojnega gledališča (Salazar, Roncal, Burguete itd.), sledilo posredovanje na novo reformiranih in nedavnih institucij, kot je španska inkvizicija osrednjega sodišča, kraljeva sodišča (Navarrese) in škofijsko sodišče, ki so organizirali vrsto sojenj za domnevno čarovništvo in krivoverstvo. V vročini verskih vojn in boja za Navaro je preganjanje prišlo do izraza v histeriji sojenja baskovskim čarovnicam 1609–1611 na obeh straneh špansko-francoske meje, ki se je nato umirilo.
V francoski Baskiji so do francoske revolucije njene province doživljale vedno manjši status samouprave, ko so bile tradicionalne pprovince preoblikovane tako, da so skupaj z Béarnom oblikovale sedanji departma Basse-Pyrénées. V južni Baskiji so bile regionalne listine podprte do karlističnih vojn, ko so Baski podprli dediča Carlosa in njegove potomce na vzklik »Bog, domovina, kralj« (Listine so bile dokončno ukinjene leta 1876). Zaradi centraliziranega status quo je v regiji prišlo do nestrinjanja in razočaranja, kar je do konca 19. stoletja povzročilo baskovski nacionalizem, na katerega je vplival evropski romantični nacionalizem.
Od takrat se je poskušalo najti nov okvir za samopopolnitev. Zdi se, da je priložnost prišla ob razglasitvi 2. španske republike leta 1931, ko je bil pripravljen osnutek statuta za Južno Baskijo (statut Estelle Statute of Estella), vendar je bil zavržen leta 1932. Leta 1936 je bil kratkotrajni statut avtonomije. je bila odobrena za province Gipuzkoa, Álava in Biscay, vendar je vojna preprečila kakršen koli napredek. Po Francovi diktaturi je bil zasnovan nov statut, ki je povzročil ustanovitev sedanje Baskovske avtonomne skupnosti in Navare z omejenim samoupravnim statusom, kot ga ureja španska ustava. Vendar pa velik del baskovske družbe še vedno poskuša doseči višjo stopnjo samopopolnitve (glej baskovski nacionalizem), včasih z nasilnimi dejanji (trajno premirje ETA leta 2010). Francoska Baskija medtem nima nobenega političnega ali upravnega priznanja, medtem ko je večina lokalnih predstavnikov neuspešno lobirala za ustanovitev baskovskega oddelka.

## Demografija
Baskija je imela leta 2006 približno 3 milijone prebivalcev. Gostota prebivalstva, približno 140 / km², je nadpovprečna tako za Španijo kot za Francijo, vendar je porazdelitev prebivalstva dokaj neenaka, koncentrirana okoli glavnih mest. Tretjina prebivalstva je skoncentrirana na metropolitanskem območju Velikega Bilbaa, medtem ko je večina notranjosti francoske Baskije in nekaterih območij Navare še vedno redko poseljena: gostota v Biskaji doseže približno 500 / km², vendar pade na 20 / km² v severne notranje province Spodnja Navara in Soule.
Znatna večina prebivalstva Baskije živi znotraj Baskovske avtonomne skupnosti (približno 2.100.000 ali 70% prebivalstva), medtem ko jih približno 600.000 živi v Navari (20% prebivalstva) in približno 300.000 (približno 10%) v severni Baskiji.
José Aranda Aznar piše, da je bilo 30 % prebivalstva v avtonomni skupnosti Baskije rojenih v drugih regijah Španije in da 40 % prebivalcev tega ozemlja nima nobenega baskovskega starša.
Večina teh ljudstev galicijskega in kastiljskega staleža je prispela v Baskovsko avtonomno skupnost konec 19. stoletja in v celotnem 20. stoletju, ko je regija postajala vedno bolj industrializirana in uspešna, za podporo gospodarski rasti pa so bili potrebni dodatni delavci. Potomci priseljencev iz drugih delov Španije se od takrat večinoma vsaj formalno štejejo za Baske.
V zadnjih 25 letih je Baskovsko avtonomno skupnost zapustilo približno 380.000 ljudi, od katerih se je približno 230.000 preselilo v druge dele Španije. Medtem ko so zagotovo mnogi med njimi ljudje, ki se ob upokojitvi vračajo na svoje prvotne domove, je v tej skupini tudi precejšen del baskovskih domorodcev, ki so se preselili zaradi baskovskega nacionalističnega političnega okolja (vključno z poboji ETA), ki ga imajo za očitno sovražno. Po navedbah naj bi to pomenilo do 10 % prebivalstva v Baskiji.

### Največja mesta
| Največja mesta                                         |                 |                 |                 |          |             |               |               |
|                                                        |                 |                 |                 |          |             |               |               |
| Bilbao                                                 | Bilbao          | Vitoria-Gasteiz | Vitoria-Gasteiz | Pamplona | Pamplona    | San Sebastian | San Sebastian |
| 10 največjih mest                                      |                 |                 |                 |          |             |               |               |
| Rank                                                   | Mesto           | Provinca        | Št. preb.       | Rank     | Mesto       | Provinca      | Št. preb.     |
| 1                                                      | Bilbao          | Biskaja         | 351.629         | 6        | Getxo       | Biskaja       | 82.327        |
| 2                                                      | Vitoria-Gasteiz | Araba/Álava     | 238.247         | 7        | Irun        | Gipuzkoa      | 60.261        |
| 3                                                      | Pamplona        | Navara          | 195.769         | 8        | Portugalete | Biskaja       | 49.118        |
| 4                                                      | San Sebastian)  | Gipuzkoa        | 195.226         | 9        | Santurtzi   | Biskaja       | 47.320        |
| 5                                                      | Barakaldo       | Biskaja         | 95.640          | 10       | Bayonne     | Labourd       | 44.300        |
| Viri: Eustat, Instituto Nacional de Estadística, INSEE |                 |                 |                 |          |             |               |               |

### Metropolitanska območja
- Great Bilbao: 984.745 prebivalcev (2014)
- Donostialdea: 447.844 prebivalcev (2014)
- Iruñerria: 346.716 prebivalcev (2012)
- Metropolitan area of Vitoria: 277.812 prebivalcev (2015)
- Metropolitan area of Eibar: 26.190 prebivalcev (2012)
- Agglomération Côte Basque Adour: 126 072 inhabitants (2013)

### Nebaskovske manjšine

#### Zgodovinske manjšine
V Baskiji so obstajale različne romske skupine, nekatere pa še vedno obstajajo kot etnične skupine. Baskovski govorci so jih združili pod splošna izraza ijituak (Cigani) in buhameak (Romi).
- Cagoti so bili najdeni tudi severno in južno od gora. V baskovskih vaseh so živeli kot nedotakljivi in so se smeli poročiti le med seboj. Njihov izvor ni jasen in je bil v preteklosti obdan z vraževerjem. Dandanes so se večinoma asimilirali v splošno družbo.
- Cascaroti so bili romska podskupina, ki jo najdemo predvsem v severni Baskiji.
- Podskupina Romov Kalderash s prebivališčem v Baskiji so bili Erromintxela, ki so znani po tem, da govorijo redko mešan jezik. Ta temelji na baskovski slovnici, vendar z uporabo besedišča, ki izhaja iz romskih jezikov.[23]
- Mercheros so govorili Quinqui, potovali so kot trgovci z živino in obrtniki. Po industrializaciji so se naselili v barakarskih naseljih blizu velikih mest.

V srednjem veku se je ob poti svetega Jakoba v Navari in Gipuzkoi ter v manjši meri v Biskaji naselilo veliko Frankov. Ta postopek se je zgodil tudi v severni Kastiliji. Vsi so se skupno imenovali Franki, ker je večina prihajala iz francoskih regij (Normani, Bretonci, Burgundi, Akvitanci itd.), vendar je bila pomembna manjšina v resnici nemška, nizozemska, italijanska, angleška in švicarska. Nekateri so bili tudi iz še bolj oddaljenih dežel, kot sta Poljska ali Danska. Zaradi te selitve so v središču Donostije-San Sebastiana govorili gaskonjsko do začetka 20. stoletja.. V Navari so bile tudi judovske in muslimanske manjšine, ki pa so bile izgnane ali prisiljene se asimilirati po španski osvojitvi v 16. stoletju. Eden od izjemnih pripadnikov takšnih manjšin je bil Benjamin iz Tudele, srednjeveški judovski popotnik, ki je v 12. stoletju obiskal Evropo, Azijo in Afriko. Njegovi slikoviti opisi zahodne Azije so bili pred opisi Marca Pola.

#### Nedavno priseljevanje
Podobno kot pri drugih dveh glavnih gospodarskih polih v Španiji (Madridu in Kataloniji) je tudi Baskija zaradi višje stopnje gospodarskega razvoja in zgodnje industrializacije prejela znatno priseljevanje iz drugih revnejših regij Španije. V drugi polovici 20. stoletja so nekateri Baski takšne priseljence pogosto imenovali maketos, slabšalni izraz, ki se danes uporablja manj.
Od 1980-ih je Baskija zaradi velike gospodarske blaginje prejemala vse več priseljencev, večinoma iz Vzhodne Evrope, Severne Afrike, Latinske Amerike, Podsaharske Afrike, Južne Azije in Kitajske, ki so se naselili predvsem večjih mestnih območjih. Kljub temu je število tujih priseljencev v Baskiji presenetljivo nižje kot v Madridu in Kataloniji, kljub podobnemu BDP na prebivalca in občutno nižji stopnji brezposelnosti.

### Jezik
Trenutno v Baskiji prevladujeta španščina oziroma francoščina. V zgodovinskem procesu oblikovanja nacionalnih držav sta španska in francoska vlada bolj ali manj intenzivno poskušale odvrniti uporabo baskovščine in njene jezikovne identitete. Jezik, izbran za javno šolstvo, je najbolj očiten izraz tega pojava, kar je zagotovo vplivalo na sedanji status Baskov.
Kljub temu, da se govorijo na razmeroma majhnem ozemlju, so močne značilnosti baskovskega podeželja in zgodovinsko velika gostota prebivalstva v zgodovini povzročale močno narečno drobljenje, kar je povečalo vrednost tako španščine kot francoščine kot lingua franca. V zvezi s tem je bila sedanja standardna oblika baskovščine uvedena šele konec 1960-ih, kar je pomagalo, da se baskovščina oddalji od tega, da bi jo - tudi s strani njenih govorcev - dojemali kot jezik, ki ni primeren za izobraževalne namene.
Medtem ko je Francoska republika v zgodovini poskušala absorbirati etnične manjšine - vključno s francoskimi Baski - v jezikovno enotno državo, je Španija v svoji zgodovini s prekinitvami sprejela določeno stopnjo jezikovne, kulturne in politične avtonomije do Baskov. Na baskovsko govorečih območjih španske Baskije je prišlo do postopnega jezikovnega premika k španskemu jeziku, pojav, ki je bil sprva omejen na višje urbane sloje, vendar je postopoma dosegel nižje sloje. Zahodna Biskaja, večina Alave in južne Navare že stoletja govorijo špansko (ali romansko).
Toda pod režimom [Francisco Franco|Francisca Franca]] je vlada poskušala zatreti baskovski nacionalizem in omejiti uporabo baskovskega jezika. Celo dejavnosti Euskaltzaindia (Baskovske jezikovne akademije) so bile močno okrnjene. Na splošno je bila v teh letih kulturna dejavnost v baskovščini omejena na folklorna vprašanja in Rimskokatoliško cerkev, medtem ko je bila višja, a še vedno omejena stopnja strpnosti do baskovske kulture in jezika v Álavi in Navari, saj sta obe območji med vojno večinoma podpirali frankovske čete.
Danes ima Baskovska avtonomna skupnost nekaj kulturne in politične avtonomije, baskovščina pa je skupaj s španščino uradni jezik. Baskovščini je naklonjena vrsta jezikovnih politik, ki jih sponzorira baskovska regionalna vlada, katerih cilj je splošna uporaba. Vendar je dejansko izvajanje tega uradnega statusa neenotno in problematično, saj se na koncu zanaša na voljo različnih upravnih ravni za njegovo uveljavitev - pravosodje, zdravje in uprava. Govori ga približno četrtina celotne Baskije, njeno utrdbo predstavlja območje, ki ga tvorijo Gipuzkoa, severna Navara in Pirenejske francoske doline. V večini Álave, zahodnega Biskaje in južne polovice Navare se ne govori domače. Od skupne ocene približno 650.000 baskovskih govorcev približno 550.000 živi v španski Baskiji, ostali pa v Franciji.
Baskovski izobraževalni sistem v Španiji ima tri vrste šol, ki jih ločujejo jezikovni modeli poučevanja: A, B in D. Model D, pri katerem je izobraževanje v celoti v baskovščini, in španščina kot obvezen predmet, je najpogosteje izbran model staršev. V Navari obstaja dodaten model G, izobraževanje pa je v celoti v španščini.
Vladajoča protibaskovska konservativna vlada Unión del Pueblo Navaro nasprotuje poskusom baskovskih nacionalistov, da bi se zagotovilo šolanje v baskovščini po vsej Navari (ki bi vključevala območja, kjer se to tradicionalno ne govori). Poučevanje baskovskega jezika v javni izobraževalni mreži je zato omejeno na baskovsko govorečo severno in osrednjo regijo. V osrednji regiji je baskovsko poučevanje v javni izobraževalni mreži dokaj omejeno, del obstoječega povpraševanja pa zagotavljajo zasebne šole ali ikastolak. Na južnih in nekaterih osrednjih območjih je ta politika povzročila, da morajo šolarji vsak dan ure in ure potovati, da bi se udeležili izobraževanja v zgodovinskem jeziku Navare, ki se v veliki meri zanaša na javno naročnino (letni festival Nafarroa Oinez, solidarnost mreže ikastola, donacije itd.) ali ne prejemanje dodatkov za šolsko prehrano. Tudi na severnih baskovskih ali mešanih jezikovnih območjih, ki so jih sprožila baskovska govorniška združenja, redno kažejo na očitno neupoštevanje priznanih jezikovnih pravic, npr. navidezno neobstoj medicinske pomoči v baskovščini na območjih, kjer je velika večina baskovsko govorečih, premalo baskovsko govorečih knjižničarjev  v zadnjih 20 letih (od leta 2013) ni bilo dovoljenja za oddajanje za edini radio v baskovskem jeziku v Pamploni, Španska enojezična signalizacija in celo odstranjevanje dvojezične itd. Španščino v Navari govori ali jo lahko govori celotno prebivalstvo, z redkimi izjemami na oddaljenih podeželskih območjih.
Evropska komisija za regionalne ali manjšinske jezike, katerih podpisnica je Španija, je izdala številna priporočila, da bi zagotovila pravi uradni status baskovščine (2004), npr. zatiranje upravno-jezikovnih razlik Navare, ker je to ovira za normalno uporabo baskovščine in diskriminacija govorcev, vložitev tožbe proti časopisu Euskaldunon Egunkaria in povrnitev njegovega običajnega delovanja, pa tudi jamstva zapornikom za sprejemanje in pošiljanje korespondence v baskovščini, če omenimo le nekatere.
Položaj baskovskega jezika v francoski Baskiji je ranljiv (po oceni Unesca). Pritisk francoščine kot ustaljenega običajnega jezika in različne administrativne ovire za utrjevanje šolskega pouka v baskovščini povzročajo negotovost prihodnosti tega jezika. 14. junija 2013 je regionalni podprefekt, opozarjajoč na zakon Falloux iz leta 1850 in nato izjavil, da je francoščina uradni jezik Francije, razglasil nezakonite subvencije sveta Hendaye za financiranje nove stavbe šole v baskovskem jeziku. 6. novembra 2013 je mreža baskovskih šol v francoski Baskiji, Seaska, pred Unescom ostro kritizirala francosko državo, ker ni spoštovala svojih mednarodnih zavez in dejansko ni sprejela manjšin s kršitvijo njihovih jezikovnih pravic.  Novembra 2013 se je Francija odločila, da ne bo ratificirala Evropske listine o regionalnih ali manjšinskih jezikih.

## Kultura
Baskija je čezmejna kulturna regija z značilno kulturo, vključno z lastnim jezikom, običaji, festivali in glasbo.
Baski, ki živijo na ozemlju, so v prvi vrsti predstavljeni s simbolom zastave Ikurriña, pa tudi križem Lauburu in grbom Zazpiak Bat. Gernikako Arbola in Agur Jaunak sta v glasbi najbolj prepoznavni himni, hrast pa najbolj spoštovano drevo.
Kljub sedanji očitni sekularizaciji so Baski že stoletja krščanski katoličani, a velik del svojih verskih festivalov dolgujejo verovanjem prednikov in poganskim najdiščem, ki so se razširila že v 15. stoletju. Sveti Mihaell, sveta Marija, sveti Janez in sveti Peter so najbolj čaščeni in starodavni kulti, medtem ko so v modernem obdobju nastali novi svetniki, zlasti sveti Ignacij Lojolski in sveti Frančišek Ksaverij.

### Arhitektura
Koncept hiše ima poseben pomen za Baske, ki so bili generični etxea, ki je bil po tradiciji nedeljiv in naj bi ga podedoval najstarejši otrok. Hiša v gozdu je baserri ali kmetija, povsod po Atlantskem bazenu, ki pa je skoraj ni na osrednjih območjih Álave in Navare, kjer je tradicionalno prevladujoči tip naselja vas, ki poseda po teh območjih. Južni rob Baskije sledi vzorcu bolj razpršenih in večjih naselij (mest). Sprva so bile kmetije zgrajene iz lesa, od 15. stoletja pa je pritličje začelo biti uokvirjeno v kamen, kar je omejevalo les za zgornja nadstropja. Naklon streh ni zelo strm, razen v Pirenejskih dolinah (Aezkoa, Zaraitzu, Roncal, Soule), kjer je konstrukcija streh bolj navpična, da bi se bolje spopadle s snegom.
Konec 19. stoletja so novi evropski slogi pustili pečat v tradicionalni baskovski hiši. Mešanica art décoja in tradicionalne hiše je ustvarila nov slog, zlasti v francoski Baskiji, novobaskovski slog, ki je najbolje predstavljen v vili Arnaga iz Cambo-les-Bains (Kanbo), kjer živi pisatelj Edmond Rostand. Evropski arhitekturni trendi so se razširili na glavna baskovska mesta skupaj z njihovimi novimi urbanističnimi shemami, npr. romantizem, modernizem, racionalizem.
Poti svetega Jakoba so predstavljale pot za prodor civilne in zlasti verske arhitekture, ki se je začela v 12. stoletju. Romanski in gotski slog sta uspevala v obdobju do 15. stoletja, najbolj izjemni vzorci pa so bili najdeni v osrednji in južni Álavi ter Navari.